# Djati-Pengton
Djati-Pengton — метеорит-хондрит масою 166000 грам.